# Othmarsingen
Othmarsingen (toponimo tedesco) è un comune svizzero di 2 782 abitanti del Canton Argovia, nel distretto di Lenzburg.

## Monumenti e luoghi d'interesse

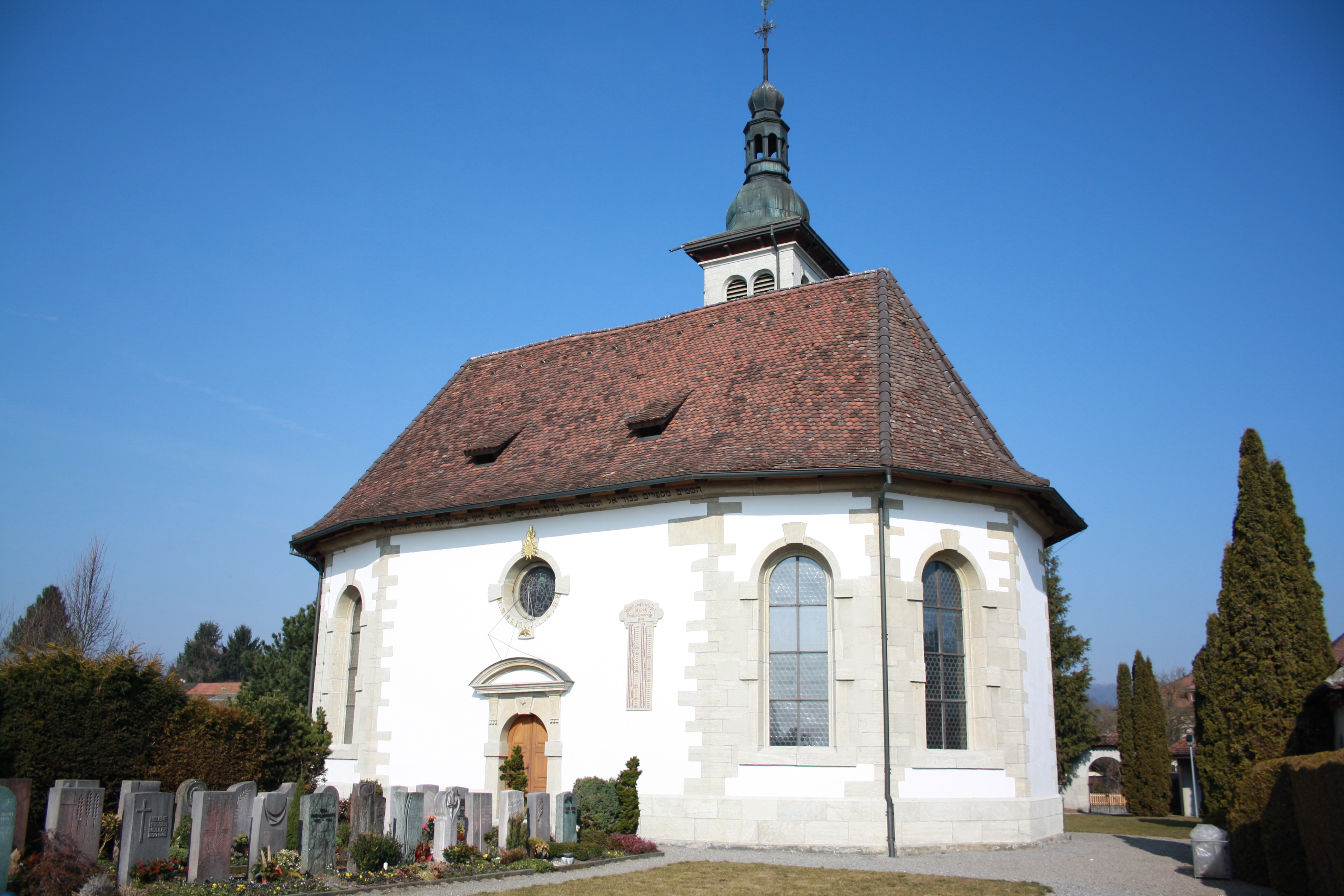
La chiesa riformata

- Chiesa riformata (già di Santa Maria), attestata dal 1371 e ricostruita nel 1593 e nel 1675[1].

## Società

### Evoluzione demografica
L'evoluzione demografica è riportata nella seguente tabella:
Abitanti censiti

## Infrastrutture e trasporti

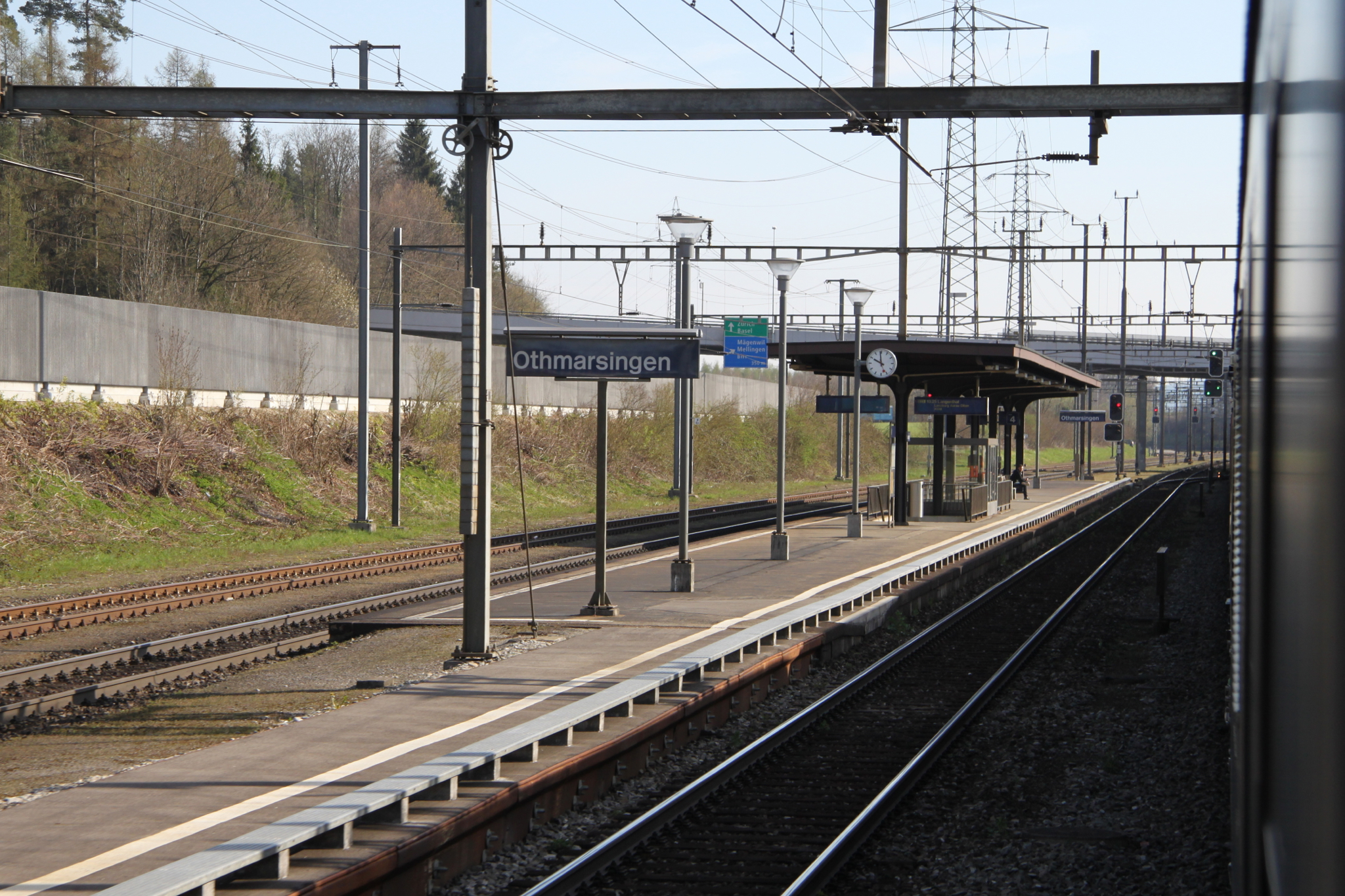
La stazione di Othmarsingen

Othmarsingen è servito dall'omonima stazione sulle linee Brugg-Immensee, Zurigo-Olten e Zofingen-Wettingen.

## Amministrazione
Ogni famiglia originaria del luogo fa parte del cosiddetto comune patriziale e ha la responsabilità della manutenzione di ogni bene ricadente all'interno dei confini del comune.